# Terpna apicalis
Terpna apicalis är en fjärilsart som beskrevs av Moore 1888. Terpna apicalis ingår i släktet Terpna och familjen mätare. Inga underarter finns listade i Catalogue of Life.